# Ministerium für Finanzen und Wirtschaft Baden-Württemberg
Das Ministerium für Finanzen und Wirtschaft Baden-Württemberg war ein Ministerium in der Verwaltung des Landes Baden-Württemberg. Es entstand durch den Regierungswechsel 2011 bei dem Zusammenschluss von Finanzministerium und Wirtschaftsministerium. Einziger Minister für Finanzen und Wirtschaft von Baden-Württemberg war von 2011 bis 2016 Nils Schmid.
Nach der Landtagswahl 2016 und der Bildung einer grün-schwarzen Koalition wurde das Ministerium wieder aufgeteilt.
Der Bereich Energiewirtschaft, der zum Geschäftsbereich des alten Wirtschaftsministeriums gehörte, gehört seit dem Regierungswechsel 2011 zum Geschäftsbereich des Ministeriums für Umwelt, Klima und Energiewirtschaft.

## Nachgeordnete Behörden
Dem Ministerium waren unter anderem folgende Behörden und Einrichtungen unterstellt beziehungsweise zugeordnet beziehungsweise werden von diesem direkt oder indirekt beaufsichtigt:
Mit der Verwaltungsreform vom 1. Januar 2005 ergeben sich hier Änderungen:
- das Landesamt für Geologie, Rohstoffe und Bergbau Baden-Württemberg mit Sitz in Freiburg im Breisgau gehört jetzt zum Regierungspräsidium Freiburg
- das Landesvermessungsamt Baden-Württemberg mit Sitz in Stuttgart ist ein landeseigener Betrieb
- der Landesbetrieb Mess- und Eichwesen Baden-Württemberg mit Sitz in Stuttgart wird als Abteilung 10 ins Regierungspräsidium Tübingen eingegliedert